# Vass Béla (barlangkutató)
Vass Béla (Pécs, 1923. augusztus 1. – 2013) magyar mérnök, karsztvízkutató, barlangkutató.

## Élete
1941-ben érettségizett a pécsi ciszterci gimnáziumban. A József Nádor Műszaki és Gazdaságtudományi Egyetem Erdőmérnöki szakán végzett 1950-ben. A MÁV Pécsi Igazgatóság alépítmény-híd csoportvezetője 1950–1963 között, majd a Baranya megyei Tanács VB. Építésügyi, Közlekedési és Vízügyi Osztályának vízügyi csoportvezetője 1963-tól nyugdíjazásáig, 1985-ig. Nyugdíjasként a Pécsi Vízmű szaktanácsadója volt 20 éven át.

## Tudományos munkássága
Kessler Hubert hatására, 1952-től kezdett el foglalkozni a mecseki barlangkutatással. Társadalmi feladatként 1958–1985 között a Baranya Megyei Idegenforgalmi Hivatal Karszt- és Barlangkutató Csoportjának vezetője. Számtalan barlang feltárásában vett részt. Jelentős szerepe volt a Kispaplika és az Orfűi Vízfő-barlang feltárásában. Az Abaligeti-barlang Nagy-termébe először ő és Kevi László jutottak be és részt vett a Jószerencsét-aknabarlang, valamint az Achilles-víznyelőbarlang feltárásában is. A Magyar Hidrológiai Társaság és a Magyar Karszt- és Barlangkutató Társulat tiszteletbeli tagja, az MHT Pro Aqua kitüntetettje. Több szakmai közleménye, tanulmánya jelent meg (társszerzőként is).

## Írásaiból
- Legújabb kutatások az Abaligeti-barlangban. Rádióelőadás.[halott link] Karszt- és Barlangkutatási Tájékoztató, 1960. június. 322–323. old.
- Az “Orfüi Vizfő” forrás barlangjának kutatása és feltárása. Karszt- és Barlangkutatási Tájékoztató, 1960. szeptember–október. 447–450. old. (Rónaki Lászlóval közösen)
- Vízfő-forrás barlangja. Pécsi Műszaki Szemle, 1961. 6. évf. 2. sz.
- A Baranya megyei Idegenforgalmi Hivatal Barlangkutató Csoportjának 1962. évi munkaterve. Karszt- és Barlangkutatási Tájékoztató, 1962. március. 28–29. old.
- Megfigyelések az orfűi Vízfő forrás barlangjában. Karszt- és Barlangkutatási Tájékoztató, 1962. 5. füz. 74. old.
- Még nem sikerült átúszni az ország eddig ismert legmélyebb szifonját. Karszt- és Barlangkutatási Tájékoztató, 1962. 6–7. füz. 105–106. old.
- Beszámoló a Baranya Megyei Idegenforgalmi Hivatal Barlangkutató Csoportjának 1962. évi munkájáról. Karszt- és Barlangkutatási Tájékoztató, 1962. 8–10. füz. 164–165. old.
- A Nyugati-Mecsek barlangjai. Természettudományi Közlöny, 1964. (8. (95.) évf.) 1. sz. 16–19. old.
- Jelentés a Baranya Megyei Idegenforgalmi Hivatal Barlangkutató Csoportjának 1963. évi munkájáról. Karszt- és Barlangkutatási Tájékoztató, 1964. 5–6. füz. 99–100. old.
- A Baranya Megyei Idegenforgalmi Hivatal Barlangkutató Csoportjának 1964. évi jelentése. Karszt- és Barlangkutatási Tájékoztató, 1965. 1–2. füz. 19–20. old.
- A szifonáttörések műszaki problémái. Karszt és Barlang, 1966. 1. füz. 27–32. old.
- Karsztvíz tározási kísérletek a Mecsekben. Hidrológiai Tájékoztató, 1975. (15. évf.) 1. sz. 69–72. old.
- Jelentés a barlangkutató csoport munkájáról. [1996] A Mecsek-Egyesület Évkönyve, 1997. 55. (1.) sz. 61. old.
- A Barlangkutató Osztály munkája. [1997] A Mecsek-Egyesület Évkönyve, 1997. 55. (1.) sz. 90–91. old.
- A Tettye forrás forrásküszöb feletti tározási eredményei és forrásküszöb alatti tározási tervei. Hidrológiai Közlöny, 1998. (78. évf.) 2. sz. 67–69. old.
- Vízhozam és hézagtérfogat-számítás magas-karsztforrásoknál. Vízmű Panoráma, 2009. (17. évf.) 4. sz. 10–12. old.

## Emlékezete
Nevét és kiemelkedő egyéniségét a Mecsek Háza oldalán 2013-ban elhelyezett emléktábla hirdeti. 2014. június 20-án emléktáblát avattak tiszteletére az Abaligeti-barlang 1954-ben általa és kutatótársai által felfedezett Nagy-termében is.